# Chinolina
La chinolina è un composto chimico eterociclico aromatico. Come l'isochinolina, è una molecola isoelettronica del naftalene. È nota anche con i nomi di 1-benzazene, benzo[b]piridina, oppure 1-azanaftalene.
A temperatura ambiente si presenta come un liquido altobollente di colore giallo pallido.

## Applicazioni
La produzione mondiale di chinolina è di circa 4 tonnellate l'anno (dati del 2005). Trova applicazioni sia nella produzione di coloranti azotati, che in quella di 8-idrossichinolina; viene usata come solvente per resine e terpeni. È usata come "veleno" nel catalizzatore di Lindlar, impiegato nella riduzione catalitica degli alchini ad alcheni cis; l'impiego della chinolina in questo tipo di reazione è necessario per ridurre il potere catalitico del palladio ed evitare la completa riduzione dell'alchino ad alcano.
Trova uso come solvente nelle reazioni di decarbossilazione di composti organici.